# Bahreïn aux Jeux paralympiques d'été de 2016
Bahreïn participe aux Jeux paralympiques d'été de 2016 à Rio de Janeiro. Il est représenté par 2 athlètes en athlétisme.

## Médaillés

### Médailles d’or
| Sport              | Discipline | Athlète(s)    | Performance | Date         |
| Médailles d’or : 1 |            |               |             |              |
| Athlétisme         | Poids F53  | Fatema Nedham | 4,76 m      | 12 septembre |

### Médailles d'argent
| Sport                 | Discipline | Athlète(s) | Performance | Date |
| Médailles d'argent: 0 |            |            |             |      |

### Médailles de bronze
| Sport                   | Discipline | Athlète(s) | Performance | Date |
| Médailles de bronze : 0 |            |            |             |      |

## Athlétisme

### Femmes

#### Concours
| Athlète       | Catégorie | Épreuve | Qualifications | Qualifications | Finale      | Finale                            |
| Athlète       | Catégorie | Épreuve | Performance    | Rang           | Performance | Rang                              |
| ------------- | --------- | ------- | -------------- | -------------- | ----------- | --------------------------------- |
| Fatema Nedham | F53       | Poids   | -              | -              | 4,76 m      | Médaille d'or, Jeux paralympiques |
| Rooba Alomari | F54-55    | Disque  | -              | -              | 18,26 m     | 7e                                |